# Back Home (Trey Songz)
Back Home è l'ottavo album in studio del cantante statunitense Trey Songz, pubblicato nel 2020.

## Tracce
1. Be My Guest – 3:21
2. Save It – 2:29
3. Hands On – 1:41
4. Lost & Found – 3:22
5. Circles – 4:17
6. Round & Round – 0:41
7. Two Ways – 3:21
8. Hit Different – 3:28
9. Cats Got My Tongue – 2:55
10. Back Home (featuring Summer Walker) – 3:14
11. On Top of Me – 3:54
12. On Call (featuring Ty Dolla Sign) – 2:44
13. Nobody's Watchin – 3:18
14. Sleepless Nights (featuring Davido) – 4:16
15. GLA – 3:26
16. Rain (featuring Swae Lee) – 3:43
17. Tug of War – 3:54
18. All This Love – 4:48
19. OG Lovelude – 1:34
20. 2020 Riots: How Many Times – 3:24
21. I Know a Love – 3:03
22. Noah Love – 0:59